# Coco Jones
Pour les articles homonymes, voir Jones.
 (mars 2024).
Si vous disposez d'ouvrages ou d'articles de référence ou si vous connaissez des sites web de qualité traitant du thème abordé ici, merci de compléter l'article en donnant les références utiles à sa vérifiabilité et en les liant à la section « Notes et références ».
Coco Jones, nom de scène de Courtney Jones (née le 4 janvier 1998 à Columbia, Caroline du Sud) est une chanteuse et actrice américaine.

## Biographie

### Enfance et formation
Elle grandit à Lebanon (Tennessee) auprès de Mike Jones, joueur de football américain, et Javonda Jones, chanteuse pour des studios. Jones commence à chanter à un très jeune âge. Sa première représentation sur scène a lieu à six ans lorsqu'elle interprète America the Beautiful à l'occasion de son diplôme de maternelle. À neuf ans, elle rencontre les chefs de casting de Disney. Elle devient actrice et chanteuse. En 2006, elle participe à Radio Disney, où elle devient connue avec la chanson Real You.

### Carrière
En 2009, elle est choisie pour jouer en direct dans l'épisode The Most Talented Kids du Maury Povich Show. En 2010, Jones est finaliste lors de la saison 3 du concours de chant Radio Disney's The Next Big Thing. En 2011, elle joue dans la série télévisée Sketches à gogo ! de Disney Channel. Peu de temps après, elle sort son premier projet Coco Jones et fait une tournée de concerts contre le harcèlement.
En juin 2012, Jones interprète le rôle principal de Roxie dans le téléfilm de Disney, Let It Shine.
Jones signe un contrat d'enregistrement avec Hollywood Records et travaille avec le producteur Rob Galbraith, co-écrivant et enregistrant de nouveaux titres. Le premier single de Jones, Holla at the DJ, est diffusé sur Radio Disney le 6 décembre 2012 et présent sur iTunes le lendemain. Son EP Made Of sort le 12 mars 2013 et tourne avec Mindless Behavior. Jones joue avec Mindless Behavior aux Radio Disney's Radio Disney Music Awards et remporte le prix de la "prise de célébrité la plus drôle". Après la sortie de l'EP, Jones est en studio avec David Banner, Ester Dean et Jukebox, avec l'intention de sortir son premier album en août.
En janvier 2014, Jones s'en va de Hollywood Records, devenant une artiste indépendante. Le 29 août 2014, Jones publie un clip pour son premier single indépendant, Peppermint, disponible sur iTunes le 4 septembre 2014.
Jones est dans une publicité Fanta en juillet 2017 aux côtés de YouTubeurs et d'autres personnalités publiques qui valorisent l'idée de l'expression de soi. Après la présentation de deux chansons quelques semaines plutôt, le 20 septembre 2019, elle sort un EP de 8 titres intitulé H.D.W.Y.
En septembre 2020, Jones parle sur sa chaîne YouTube de ses expériences négatives au début de sa carrière. Selon elle, on lui a dit après Let It Shine qu'elle jouerait dans une suite du film, qu'elle aurait sa propre série télévisée et qu'elle pourrait sortir un album studio. Finalement, le projet n'a pas eu lieu. Elle a encouragé ses fans à réfléchir sur la situation et a affirmé que la discrimination liée à la couleur de peau était un problème dans le monde du cinéma,.

## Discographie

### Albums
- Coco Jones (2010) (Autoproduction)
- Made Of (2013) (Hollywood Records)
- Let Me Check It (2017) (Future Mix)
- H.D.W.Y. (2019) (Autoproduction)
- What I Didn't Tell You (2022) (High Standardz - Def Jam)
- Why not more (2025)[4]

### EP single
- "Caliber" 2022
- "ICU" 2022
- "Double Back" 2022

...

### Collaborations et apparitions
...
- Let It Shine (soundtrack) 2012
- Disney Channel Holiday Playlist (compilation) 2012
- Disney Holidays Unwrapped (compilation) 2012
- Babyface - Girls Night Out (album) 2022
- FKi 1st - Last Player Alive (album) 2022
- Lil Tjay - 222 (album) 2023
- Adekunle Gold - Tequila Ever After (album) 2023
- Diddy - The Love Album: Off the Grid (album) 2023
- Reneé Rapp - Snow Angel (album) 2023
- Latto - Sugar Honey Iced Tea (album) 2024

## Filmographie

### Cinéma
- 2013 : Grandma's House
- 2017 : Flock of Four
- 2020 : Des vampires dans le Bronx : Rita
- 2020 : White Elephant

### Téléfilms
- 2012 : Let It Shine : Roxane Andrews/Roxie

### Séries télévisées
- 2011-2012 : Sketches à gogo !
- 2012-2013 : Bonne chance Charlie : Kelsey
- 2018-2019 : Five Points
- 2022 : Bel-Air : Hilary Banks

## Prix et distinctions
Elle obtient le prix de la meilleure performance R&B à la 66e édition des Grammy Awards  en 2024.